# Olympische Winterspiele 1994/Teilnehmer (Zypern)
| Gelbes Symbol für Goldmedaillen mit stilisierten Olympischen Ringen | Graues Symbol für Silbermedaillen mit stilisierten Olympischen Ringen | Braundes Symbol für Bronzemedaillen mit stilisierten Olympischen Ringen |
| ------------------------------------------------------------------- | --------------------------------------------------------------------- | ----------------------------------------------------------------------- |
| —                                                                   | —                                                                     | —                                                                       |

Die Republik Zypern nahm an den Olympischen Winterspielen 1994 im norwegischen Lillehammer mit einem Athleten teil.

## Teilnehmer nach Sportarten

### Ski alpin
| Athleten          | Wettbewerbe | 1. Lauf | 1. Lauf | 2. Lauf | 2. Lauf | Gesamt      | Gesamt |
| Athleten          | Wettbewerbe | Zeit    | Rang    | Zeit    | Rang    | Zeit        | Rang   |
| ----------------- | ----------- | ------- | ------- | ------- | ------- | ----------- | ------ |
| Frauen            |             |         |         |         |         |             |        |
| Karolina Fotiadou | Super-G     | —       | —       | —       | —       | 1:43,97 min | 46     |